# Пигасовка
Пигасовка — деревня в Кунгурском районе Пермского края, входит в состав Калининского сельского поселения.

## География
Деревня находится в западной части Кунгурского района у северной окраины села Бырма.

## Климат
Климат умеренно-континентальный с продолжительной снежной зимой и коротким, умеренно-теплым летом. Средняя температура июля составляет +17,8°С, января −15,6°С. Среднегодовая температура воздуха составляет + 1,3°С. Средняя продолжительность периода с отрицательными температурами составляет 168 дней и продолжительность безморозного периода 113 дней. Среднее годовое количество осадков составляет 539 мм.

## История
До 2018 года входила в состав Бырминского сельского поселения до его упразднения.

## Население
| 2010 |
| ---- |
| 14   |

Постоянное население составляло 23 человека в 2002 году (100 % русские).